# Lirceolus bisetus
Lirceolus bisetus là một loài chân đều trong họ Asellidae. Loài này được Steeves miêu tả khoa học năm 1968.